# Nur-ad-Din Arslan-Xah II
Nur al-Din Arslan Shah II fou atabeg zengita de Mossul del 1218 al 1219. Va estar sempre sota regència d'Abu l-Fadail al-Malik al-Rahim Lu'lu Badr al-Din com havia estat el seu pare.
Va succeir el seu pare Izz al-Din Masud II quan va morir vers el 1218. El pare tenia uns 18 anys i el seu fill uns tres anys. Va morir al cap d'un any. El va succeir el seu germà, que llavors tindria uns tres anys, Nasir al-Din Mahmud, igualment sota tutela del regent.